# Hitra cesta H6
Die Hitra cesta H6 (slowenisch für ,Schnellstraße H6‘) ist eine überwiegend in Planung befindliche Schnellstraße in Slowenien. Sie soll von der Hitra cesta H5 bei Koper über Izola nach Lucija und Portorož führen. Ein Teil der Schnellstraße soll auf der Trasse der heutigen Glavna cesta 111 verlaufen.
Die H6 ist eine mautpflichtige Straße (E-Vignette).

## Derzeitiger Ausbau
Anfang 2009 begannen die Bauarbeiten am Streckenabschnitt Koper–Izola. Die Schnellstraße sollte ursprünglich laut Angaben des DARS im November 2011 fertiggestellt sein. Die Fertigstellung verzögerte sich jedoch durch Probleme mit der Baufirma CPM und erfolgte erst im Mai 2015. Dieser Abschnitt umfasst auch den Tunnel „Markovec“ mit einer Länge von 2144 Metern.
Die bereits fertiggestellte Umfahrung Izola wurde nach der Eröffnung des Tunnels in die H6 einbezogen.
Der weitere Ausbau bis Portorož ist derzeit noch offen.
Die H6 soll die bestehende Küstenstraße 111 in Richtung Portorož entlasten, da es hier immer wieder zu langen Staus kommt, insbesondere während der Sommermonate.